# George Fouché
George Fouché (ur. 15 maja 1965 w Pretorii, zm. 5 maja 2023 tamże) – południowoafrykański kierowca wyścigowy.

## Kariera
Fouché rozpoczął karierę w wyścigach samochodowych w 1978 roku od gościnnych startów w FIA World Endurance Championship, gdzie jednak nie zdobywał punktów. W późniejszych latach Południowoafrykańczyk pojawiał się także w stawce German Racing Championship, South African Formula Atlantic Championship, F1 Powerboat (South Africa), Sascar
2000, All Japan Sports-Prototype Championship, World Sports-Prototype Championship, All Japan Sports Prototype Car Endurance Championship, SAT 1 Supercup, Interserie Div. 1, 24-godzinnego wyścigu Le Mans, Sportscar World Championship oraz Sports Racing World Cup.
W 1993 roku Fouché brał udział w testach Formuły 1 na torze Silverstone Circuit z zespołem Jordan Grand Prix.